# أندرياس فيسل
أندرياس فيسل هو طبيب وسياسي نرويجي، ولد في 7 مايو 1858 في برغن في النرويج، وتوفي في 7 أبريل 1940 في شيركنيس في النرويج. نشط حزبياً في حزب العمال وحزب المحافظين. وقد انتخب نائب عضو برلمان النرويج ‏ عن دائرة  خلال فترته النيابية ‏ (1906 – 1909) وانتخب نائب عضو برلمان النرويج ‏ عن دائرة  خلال فترته النيابية ‏ (1895 – 1897).